# Charles Theodorus Stork
Charles Theodorus (Dirk) Stork (Oldenzaal, 6 februari 1822 - aldaar, 19 juli 1895) was de oprichter van het Nederlandse bedrijf Stork.

## Biografie

### Geboorte en opleiding
Stork werd op 6 februari 1822 geboren te Oldenzaal, Overijssel. Hij was de zoon van Derk Willem Stork en Anna Craan. Na de lagere school ging hij naar het gymnasium, maar hij is in 1836 op 13-jarige leeftijd gestopt met die opleiding. Hij en zijn vader brachten een bezoek aan een stoomspinnerij in Enschede. Wat hij daar zag wilde Stork ook gaan doen: hij wilde textielfabrikant worden.

### Textielindustrie
Bij zijn vader leende hij geld, en door de aankoop van drie weefgetouwen was de oprichting van C.T. Stork & Co een feit. Als 13-jarige was hij de jongste ondernemer van Nederland, waarmee hij nog steeds in Guinness Book of Records staat. Vanaf 1847 was Stork tijdens een crisisperiode directeur van een postkantoor in Oldenzaal. Vijf jaar later stopte hij hiermee.
Na een moeilijke periode had de toen 37-jarige Charles Theodorus al genoeg verdiend met C.T. Stork & Co om een villa in Oldenzaal te bouwen, genaamd de Koperboer. Vanwege de treinwissel dicht bij de villa, werd ook de naam de Koppelboer gebruikt. Op dat moment was de liberale Stork tevens lid van de gemeenteraad van Oldenzaal. Later ontving hij ook Thorbecke in zijn villa.

### Machine-industrie
Stork zag dat de opkomende textielindustrie ook steeds meer behoefte had aan machinerieën en reparatiewerkplaatsen daarvoor. Zijn jongere broer Coenraad Craan associeerde zich met de eigenaar en exploitant van een smederij in Borne en op 13 mei 1859 openden zij hier de machinefabriek Stork & Meyling, wat in 1860 Stork, Meijling en Co werd en in 1865 Gebr. Stork & Co (toen Charles Theodorus samen met enkele andere familieleden toetrad). Het bedrijf bestond uit een smederij, ijzergieterij en reparatiewerkplaats bij Borne.
In 1868 werd de fabriek verplaatst naar Hengelo. De machinefabriek werd geplaatst op het kruispunt van de spoorlijnen Almelo-Salzbergen en Hengelo-Zutphen. Samen met andere textielfabrikanten had Stork  voor de komst van de spoorlijnen gestreden. Op 4 september 1868 werd de fabriek officieel geopend met de naam Gebr. Stork & Co. In 1893 stapte hij op als mededirecteur van de fabriek.

### Stoomkatoen
Een jaar na de oprichting van Machinefabriek Stork & Meyling richtte Stork  samen met H.P. Gelderman en C.W. Eeckhout een stoomkatoenspinnerij op met de naam Stoomkatoenspinnerij Gelderman, Stork en Eeckhout. In 1876 zou deze stoomspinnerij in eigendom van de in 1865 opgerichte textielfabriek H.P. Gelderman & Zonen komen.

### Politieke carrière
Charles Theodorus Stork heeft ook een politieke carrière gemaakt. Hij begon halverwege de 19e eeuw als raadslid van Oldenzaal en Hengelo. In 1867 was Stork het niet eens met zijn belastingaanslag. Hij vond hem te laag. Daarom maakte hij bezwaar bij de Gedeputeerde Staten. Dit werkte zichtbaar, want hij steeg dat jaar op de lijst van belastingbetalenden van plaats 70 naar plaats 9. Later dat jaar, op 18 september 1867, werd Stork lid van de Eerste Kamer der Staten Generaal voor de provincie Overijssel. Met enkele tussenpozen van ongeveer een maand, bleef hij tot 4 juni 1895 lid van de Eerste Kamer. Stork stond ook aan de wieg van de Hengelosche Bouwvereeniging die Tuindorp 't Lansink liet bouwen.
Tijdens zijn periode als lid heeft hij een aantal dingen uitgevoerd, namelijk:
- C. T. Stork stemde in 1869 voor het voorstel tot afschaffing van het dagbladzegel.
- Hij stemde in 1870 voor het voorstel tot afschaffing van de doodstraf
- Stemde tegen het Kinderwetje van Van Houten, omdat dat niet te goede zou gaan voor de ondernemers zoals hij.

Zijn zoon, de liberale Dirk Willem Stork, heeft van 1903 tot en met 1920 dezelfde functie bekleed in de politiek, lid van de Eerste Kamer der Staten Generaal voor de provincie Overijssel.

### Sociaal-liberaal
Stork was geïnteresseerd in het lot van zijn arbeiders. Daarom voerde hij allerlei voorzieningen in ter verheffing van de geest van de arbeider, zoals een school, een concertzaal, een ziekenfonds. 
Stork leverde in 1870 de eerste ketel voor de Gist- en Spiritusfabriek van J.C. van Marken, gevolgd door meer apparatuur. Stork had daardoor regelmatig contact met Van Marken, omdat beiden zich ontmoetten op het sociaalliberale vlak, waarbij Van Marken hierin leidinggevend was. Zo stichtte Stork, als tweede ondernemer in Nederland, eveneens een ziekenfonds en een pensioenfonds en velerlei voorzieningen op voor zijn arbeiders, zoals hij dat bij Van Marken in Delft had gezien. 
De samenwerking tussen de familie Stork en J.C. van Marken ging nog verder: in 1885 trad de zoon van Stork, Dirk Willem, toe tot de raad van commissarissen van de Gist- en Spiritusfabriek van Van Marken.

### Onderscheiding
Stork heeft voor al zijn werk dat hij heeft gedaan op 20 mei 1862 een onderscheiding gekregen. Hij is onderscheiden tot Ridder in de Orde van de Nederlandse Leeuw.

### Overlijden
Op 19 juli 1895 overleed  Stork op 73-jarige leeftijd in zijn geboorteplaats Oldenzaal. Hij is begraven op de gemeentelijke begraafplaats van Oldenzaal.